# نيفيل الكسندر
نيفيل الكسندر (بالإنجليزية: Neville Alexander)‏ هو لغوي جنوب أفريقي، ولد في 22 أكتوبر 1936 في كاردوك ‏ في جنوب أفريقيا، وتوفي في 27 أغسطس 2012 في كيب تاون في جنوب أفريقيا بسبب سرطان.